# Novogrčka književnost
Novogrčka književnost jest razdoblje grčke književnosti koje je počelo 1453. godine, kada je pao Carigrad, a traje i danas. Slijedi nakon razdoblja bizantske književnosti. Djela ovoga razdoblja pisana su ili na pročišćenu književnom jeziku (katarevusa) ili na živu, narodnome jeziku (dimotiki). Od 1976. dimotiki je službeni jezik.

## Podjela
Mnogo je polemika o podjeli novije grčke književnosti, a i o njezinu samom početku: predloženo je da se za početak uzme 1453. godina, ali većina učenjaka danas drži da se začetci mogu potražiti još u 11. stoljeću s epskom pjesmom Digenes Akritas. U srednjim se školama trenutačno uči da počinje i ranije, u 10. stoljeću, a povijest se dijeli u četiri razdoblja:
- Prvo razdoblje: od 10. st. do pada Carigrada 1453.
- Drugo razdoblje: do osmanskog osvojenja Krete 1669.
- Treće razdoblje: godine pred proglašenje samostalnosti Grčke 1830.
- Četvrto razdoblje: vrijeme moderne grčke države (do danas)

Druga je često rabljena podjela:
- 9. st. – 1453.
- 1453. – 1669.
- 1669. – 1821. (početak Grčkog rata za neovisnost)
- 1821. – 1880. (početci Nove atenske škole)
- 1880. – 1930. (početci generacije 1930-ih)
- 1930. – danas

## Po razdobljima

### Prije pada Carigrada
Digenis Akritas smatra se početkom moderne grčke književnosti jer je pisana jezikom koji je razumljiviji modernim Grcima. Ova i još neke pjesme zapravo su prvi pokušaji upotrebe govornoga grčkog jezika u književnosti. Pisane su političkim stihom koji je vjerojatno bio glavni oblik izražavanja polupismenih i nepismenih pripadnika bizantskoga društva, a govore o herojskim djelima čuvara istočnog kraja Bizanta poznatih pod imenom akritai. Ove pjesme dolaze iz svih krajeva grčke, a neki pretpostavljaju da najstarije dolaze s Cipra, iz Male Azije i Ponta.
U 12. stoljeću bizantski su pisci vratili antičku grčku romantičnu literaturu pa su u sljedećim stoljećima nastali mnogi takvi romani. Najpopularniji je možda bio Livitros i Rodamni koji je napisao demotski psac s Cipra ili Krete. Drugi uključuju Hysimine i Hysimines Eustathiosa Makrembolitesa, Rodanthe i Dosikles Theodorea Prodromosa te Kallimahos i Hrysorrhoe i Belthandros i Hrysantsa koje su napisali nepoznati autori. Mihael Glykas napisao je pjesme političkim stihom u kojima rabi i klasični i uobičajeni rječnik.
Još je jedna grupa ranih modernih grčkih tekstova ona alegoričkih i didaktičkih pjesama. Priča o Ptoholeonu jedna je od najranijih takvih pjesama, a istočnjačkog je podrijetla, moguće je da je indijska. Pjesma koja je sadržavala moralne savjete za mlade muškarce, Spaneas, često je kopirana. Popularne su bile i priče o životinjama. U ranom 14. stoljeću govorni je jezik postao prihvaćen medij fikcije svih vrsta.

### Nakon pada Carigrada
Nakon što je grčki teritorij pao pod Osmansko Carstvo, književnost se pretežno oblikovala na otocima pod vlašću zapadnih zemalja poput Roda, Cipra i Krete. Književnost se razvijala na otočnim narječjima pod talijanskim utjecajem, a osobito na Kreti u epu, drami i idili: epski roman u stihovima Erotokritos iz prve polovice 17. stoljeća Vikantiosa Kornarosa, tragedija u stihu Erofili s početka 17. st. Georgiosa Hortacisa i dr. Na osmanskim prostorima očuvalo se gotovo samo narodno pjesništvo, epika i lirika. Ona je u 19. stoljeću utjecala na grčki romantizam.

### Pred revoluciju
U 18. stoljeću fanarioti su predvodili prosvjetiteljstvo koje se proširilo i u središta grčke dijaspore poput Trsta, Beča i Odese. Osnivali su škole i objavljivali djela namijenjena širenju pismenosti i kulture, prevodili su strana djela i općenito razvijali moralističku i didaktičku književnost. Adamantios Korais izdavao je mnogobrojna klasična djela grčkih autora i stvorio je katarevusu. Rigas Velestinlis ili Ferajos bio je revolucionar i domoljubni pjesnik.

### Poslije revolucije
Nakon ostvarenja neovisnosti 1829. godine učeni su krugovi nastojali nametnuti katarevusu kao književni jezik. Predstavnici tzv. atenske škole, braća Aleksandros i Panajotis Sucos, uveli su roman u grčku književnost pišući na njoj, a u poeziju su unijeli utjecaje francuskoga romantizma. Ističe se pjesnik Aleksandros Rizos Rangavis, a od prozaika Dimitros Vikelas i Emanuil Roidis. U tzv. jonskoj školi autori su od 1820-ih pisali o ratu za neovisnost. Tu se ističu Dionisios Solomos, branitelj pučkoga jezika i pisac nacionalne himne, Andreas Kalvos koji je pisao na osebujnoj inačici katarevuse, inače pisac domoljubnih oda, i Aristotelis Valaoritis, pjesnik koji se borio za ujedinjenje Jonskih otoka s Grčkom.
Od 1880-ih u književnost sve više prodire pučki jezik, Pokretu dimotikizma temelju su postavili Georgios Hadzidakis, Janis Psiharisa i Nikolaos Politis. Psiharisova knjiga Moje putovanje označuje početak tzv. druge atenske škole. Georgios Viziinos, Aleksandros Papadiamandis, Andreas Karkavicas, Konstandinos Teotokis i Grigorios Ksenopulos pisci su proze, Grigorios Ksenopulos i Spiros Melas bili su dramatičari, a od pjesnika se ističu Angelos Sikelianos i Aleksandrijanac Konstandinos Kavafis koji je u tek u drugoj polovici 20. stoljeća prepoznat kao jedan od velikih europskih pjesnika. Tu je i marksistički pjesnik Kostas Varnalis.
Nakon rata s Turskom koji je završio porazom (1922.) zemlju je zahvatio pesimizam, ali naraštaj pisaca koji se javio 1930-ih unio je nov duh povezivanjem europskih utjecaja s grčkom tradicijom. Ovdje se ističu dva pjesnika nobelovca: Jorgos Seferis i Odiseas Elitis. Važni su i pjesnik ljevičar Janis Ricos, pjesnik i prozaik Nikos Kazandzakis (poznat po romanu Doživljaji Aleksisa Zorbe), Stratis Mirivilis, Ilijas Venezis, Jorgos Teotokas, Angelos Terzakis, Pandelis Prevelakis i drugi.
Poslije Drugoga svjetskog rata bitni su pjesnici Miltos Sahturis i Manolis Anagnostakis, a prozaik Kostas Tahcis.
Suvremeni su pjesnici Titos Patrikios, Katerina Angelaki-Rooke, Dios Siotis, Jorgos Markopulos i drugi. Od prozaika to su Andonis Samarakis, Vasilis Vasilikos, Jorgos Himonas, Lia Megalu-Seferiadi, Maro Duka i drugi.

## Galerija
- editio princeps (prvo tiskano izdanje) djela Erofili
- Adamantios Korais
- Aleksandros Rizos Rangavis
- Jorgos Seferis